# Callitrichia glabriceps
Callitrichia glabriceps är en spindelart som beskrevs av Holm 1962. Callitrichia glabriceps ingår i släktet Callitrichia och familjen täckvävarspindlar. Inga underarter finns listade.